# Åre kommun
Åre kommun är en kommun i Jämtlands län i landskapet Jämtland. Centralort är Järpen.
Fjällkommunen Åre gränsar till Norge. Genom kommunen rinner Indalsälven. Fjällturismen, som startade i slutet på 1800-talet, präglar kommunen och sysselsätter omkring 30 procent av de förvärvsarbetande. 
Sedan millennieskiftet har invånarantalet ökat och under turistsäsong är befolkningsantalet betydligt högre. Det politiska styret har varit skiftande, i princip har styret bytts ut vid varje kommunval.

## Administrativ historik
Kommunens område motsvarar socknarna: Hallen, Kall, Marby, Mattmar, Mörsil, Undersåker och Åre. I dessa socknar bildades vid kommunreformen 1862 landskommuner med motsvarande namn.
Järpens municipalsamhälle inrättades 3 november 1905.
Vid kommunreformen 1952 bildades storkommunerna Mörsil (av Mattmar och Mörsil) och Hallen (av Hallen, Marby och Norderö), medan Kall, Undersåker och Åre förblev oförändrade. Järpens municipalsamhälle upplöstes vid utgången av 1958.
Åre kommun bildades vid kommunreformen 1971 genom ombildning av Åre landskommun. 1974 införlivades Hallens (utom området Norderö församling som tillfördes Östersunds kommun), Kalls, Mörsils och Undersåkers kommuner. 1977 införlivades från Östersunds kommun de delar av Norderö församling som låg på fastlandet.
Kommunen ingick från bildandet till 1982 i Jämtbygdens domsaga och kommunen ingår sedan 1982 i Östersunds domsaga.
Kommunen ingår sedan 2010 i Förvaltningsområdet för samiska, kommunnamnet på sydsamiska är Ååren tjïelte.

## Geografi
Öster om kommunen ligger Krokoms kommun och söder om kommunen ligger Bergs kommun. Väster om kommunen ligger Meråkers kommun och Verdals kommun i Norge. Norr om kommunen ligger Snåsa kommun i Norge.

### Topografi och hydrografi
Landskapet präglas av en imponerande variation med storslagen fjällnatur, utbredda skogs- och myrmarker samt bördiga älvdalar och slättbygder. Hårda bergarter, särskilt amfibolit, formar friliggande högfjällsmassiv med alpina drag. Runt de högsta topparna, som på Sylarna i sydväst, finns till och med glaciärer. Mjukare skifferbergarter återfinns i lågfjällens kuperade terräng, skogar och myrar samt i det omfattande dal- och sjösystemet som avvattnas mot Kallsjön och Indalsälven. Inom älvdalens vattensystem hittar man flera imponerande vattenfall, såsom Tännforsen, Ristafallet och Handölsforsarna.
I sydöstra Åre består berggrunden av kalk- och lerberg, vilket har skapat näringsrika jordar som möjliggör omfattande jordbruk i Storsjöbygden. Området präglas också av många artrika ängar och beteshagar.

Bland större sjöar i kommunen finns Torrön, Juvuln och Kallsjön i norr, Ånnsjön i sydväst och Storsjön i öst.

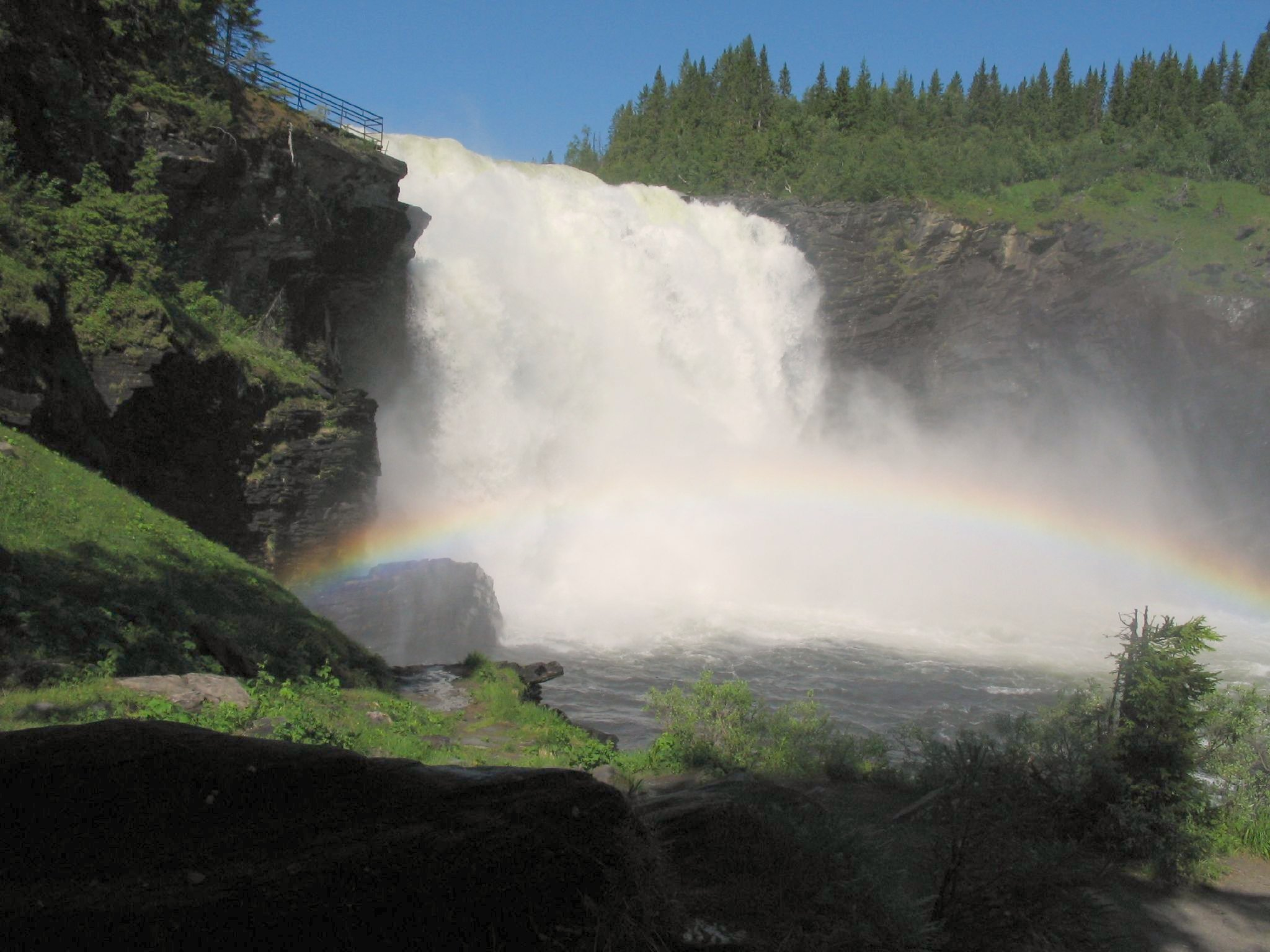
Tännforsen.

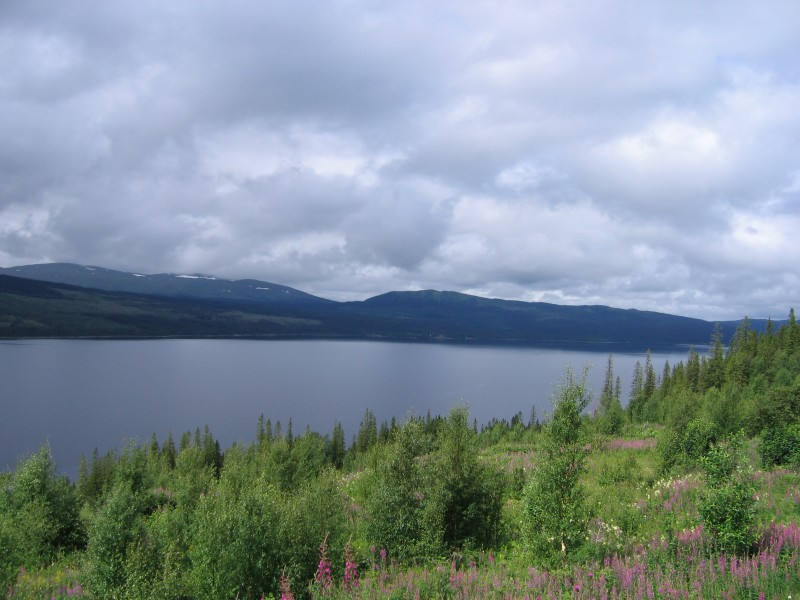
Kallsjön.

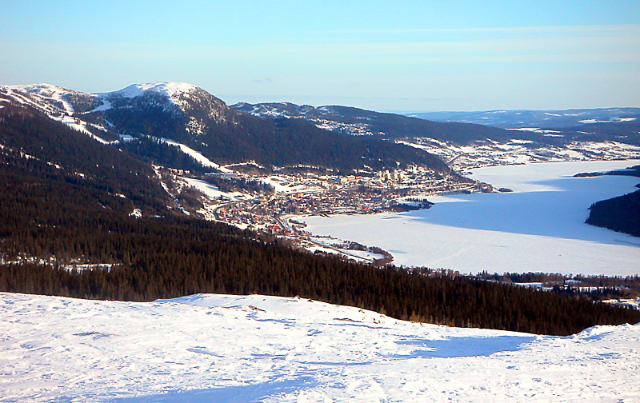
Delar av Åreskutan, Åre och Åresjön.

Nedan presenteras andelen av den totala ytan 2020 i kommunen jämfört med riket.
|  | Bebyggelse (1,1 %) |

|  | Skog (50,2 %) |

|  | Öppen myrmark (10,9 %) |

|  | Jordbruksmark (0,8 %) |

|  | Övrig mark (37,1 %) |

|  | Bebyggelse (3,1 %) |

|  | Skog (68,0 %) |

|  | Öppen myrmark (7,2 %) |

|  | Jordbruksmark (7,4 %) |

|  | Övrig mark (14,3 %) |

### Naturskydd
Det finns 19 naturreservat i Åre kommun. Gammal granskog finns i Prästvallens naturreservat och gammelskog finns i naturreservatet Gåstjärnsvalen. I mer kuperad terräng ligger Hammarbergets naturreservat som når 600 meter över havet. Även reservatet Stämpelhön är beläget på högre höjd och i oceaniskt klimat och kalkrik mark trivs växter som torta och nordisk stormhatt och på myrarna kranshaksmossa, gräsull och orkidéerna tvåblad och brudsporre.

### Administrativ indelning
Fram till 2016 var kommunen för befolkningsrapportering indelad i fyra församlingar – Kalls församling, Undersåkers församling, Västra Storsjöbygdens församling och Åre församling.

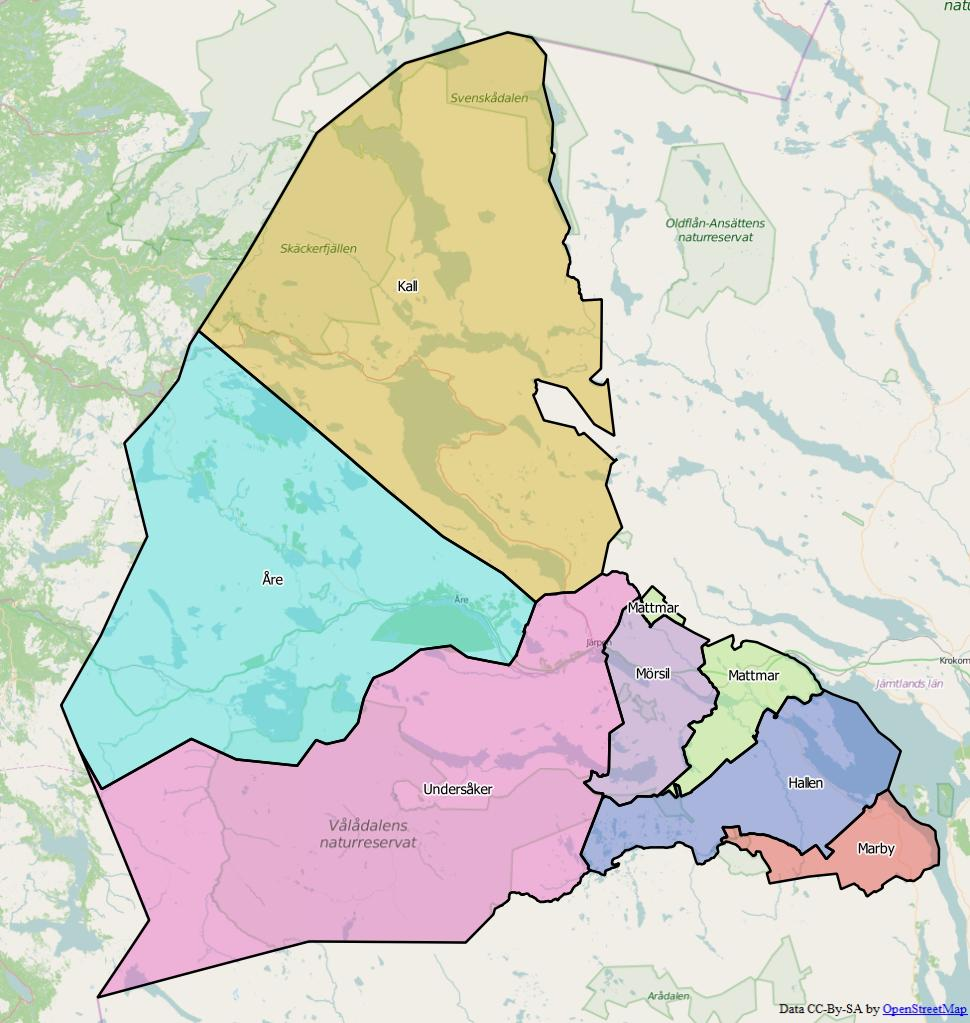
Distrikt (socknar) inom Åre kommun

Från 2016 indelas kommunen i följande distrikt, vilka motsvarar de tidigare socknarna – Hallen, Kall, Marby, Mattmar, Mörsil, Undersåker och Åre.

### Tätorter

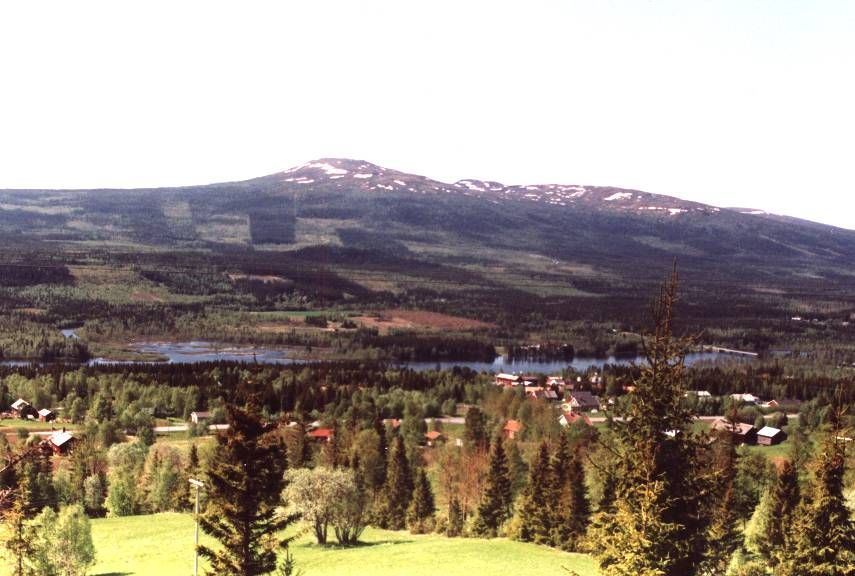
Välliste, Indalsälven och delar av Undersåker.

Vid Statistiska centralbyråns tätortsavgränsning den 31 december 2015 fanns det sex tätorter i Åre kommun och tätortsgraden 31 december 2015 var 61 procent.
| Nr | Tätort     | Folkmängd 31 december 2016 | Areal hektar 31 december 2015 |
| -- | ---------- | -------------------------- | ----------------------------- |
| 1  | Åre        | 2 925                      | 635                           |
| 2  | Järpen     | 1 581                      | 234                           |
| 3  | Mörsil     | 805                        | 133                           |
| 4  | Björnänge  | 710                        | 375                           |
| 5  | Undersåker | 583                        | 148                           |
| 6  | Hallen     | 225                        | 90                            |

Centralorten är i fet stil. Befolkningen den 31 december 2016 avser befolkningen inom det område som avgränsades den 31 december 2015.

## Styre och politik

### Styre
Åre kommun har en tradition att byta styre vid varje kommunval. Det finns en stor dynamisk väljargrupp som inte tvekar att byta block.
Vid valet 2006 förlorade den sittande socialistiska majoriteten och det dåvarande kommunalrådet Elsa Danielsson (S) lämnade alla politiska uppdrag och även Socialdemokraterna efter att hon inte fick förtroende att leda oppositionen. Eva Hellstrand blev istället kommunstyrelsens ordförande för en andra gång, hon var tidigare kommunalråd mellan 1998 och 2002. Moderaterna var det parti som ökade mest och som låg bakom Alliansens seger och Moderaternas Jonas Henning aspirerade på posten som kommunstyrelsens ordförande. I egenskap av största parti gick posten till Hellstrand och Centerpartiet. Henning blev förste vice ordförande i kommunstyrelsen och kommunalråd på deltid. I november 2009 avgick Jonas Henning och Lars Mämpel (M) övertog tjänsten som förste vice ordförande i kommunstyrelsen och vice kommunalråd. Anna-Caren Sätherberg (S) blev kommunstyrelsens andra vice ordförande och nytt oppositionsråd.
Vid valet 2010 deltog det nybildade lokala partiet Västjämtlands Väl (VV) för första gången och blev valets stora vinnare. Alliansen kunde, genom att få med Västjämtlands Väl, behålla majoriteten i kommunen. Detta bröt den tidigare traditionen med ett nytt styre vid varje val. Eva Hellstrand, (C) kunde fortsätta som kommunstyrelsens ordförande fram till 2012 då hon efterträddes av Leif Nord (M). Maria Stendotter (VV) var kommunalråd under mandatperioden och Anna-Caren Sätherberg (S) var kommunstyrelsens andra vice ordförande och oppositionsråd.
Vid valet 2014 bildade Socialdemokraterna, Moderaterna och Miljöpartiet majoritet, trots att man tappade väljare i valet. Peter Bergman (S) tog över som kommunstyrelsens ordförande. Leif Nord (M) var kommunstyrelsens förste vice ordförande i början av mandatperioden. Daniel Danielsson (C) var kommunstyrelsens andra vice ordförande och oppositionsråd.
Vid valet 2018 var Centerpartiet (C) den stora vinnaren och blev för första gången det största partiet i kommunen. Västjämtlands Väl (VV) ökade också och blev det tredje största partiet efter Socialdemokraterna (S). Centerpartiet, Västjämtlands Väl och Kristdemokraterna bildade en majoritet. Daniel Danielsson (C) tog över som kommunstyrelsens ordförande. Mikael Sundman blev kommunstyrelsens förste vice ordförande och Can Savran (C) blev  kommunstyrelsens tredje vice ordförande. Peter Bergman (S) var kommunstyrelsens andra vice ordförande och oppositionsråd. Martine Eng (S) tog över efter Peter Bergman oktober 2021.
Efter valet 2022 bildade Socialdemokraterna tillsammans med Västjämtlands Väl och Vänsterpartiet ett majoritetsstyre.

### Kommunfullmäktige

#### Presidium
| Presidium 2022–2026    | Presidium 2022–2026 | Presidium 2022–2026 |
| ---------------------- | ------------------- | ------------------- |
| Ordförande             | S                   | Ann-Marie Johansson |
| Förste vice ordförande | VV                  | Ylva Edler          |
| Andre vice ordförande  | KD                  | Linnea Haggren      |

#### Lista över kommunfullmäktiges ordförande
| Namn | Namn                 | Från | Till | Politisk tillhörighet |
| ---- | -------------------- | ---- | ---- | --------------------- |
|      | Anders Danielsson    | 1974 | 1976 | Centerpartiet         |
|      | Frithiof Fredriksson | 1977 | 1985 | Centerpartiet         |
|      | Erik Arthur Egervärn | 1985 | 1988 | Centerpartiet         |
|      | Ingmar Fredriksson   | 1989 | 1991 | Socialdemokraterna    |
|      | Erik Arthur Egervärn | 1992 | 1994 | Centerpartiet         |
|      | Thomas Hägg          | 1995 | 1998 | Socialdemokraterna    |
|      | Erik Arthur Egervärn | 1999 | 2002 | Centerpartiet         |
|      | Thomas Hägg          | 2003 | 2006 | Socialdemokraterna    |
|      | Erik Arthur Egervärn | 2007 | 2010 | Centerpartiet         |
|      | Bernt Söderman       | 2010 | 2014 | Centerpartiet         |
|      | Thomas Hägg          | 2015 | 2018 | Socialdemokraterna    |
|      | Peter Jansson        | 2019 | 2022 | Centerpartiet         |
|      | Ann-Marie Johansson  | 2022 |      | Socialdemokraterna    |

Källa:

#### Mandatfördelning 1970–2022
År 1991 minskade mandaten i kommunfullmäktige från 49 till 41. Från och med valet 2014 minskades mandaten från 41 till 37.
| 13 | 6 | 7 |  | 3 |

| 26 |

|  | 20 | 17 | 6 |  | 4 |

| 45 |

|  | 21 | 16 | 5 | 2 | 4 |

| 40 | 9 |

|  | 22 | 15 | 4 | 2 | 5 |

| 37 | 12 |

|  | 23 | 14 | 3 |  | 7 |

| 42 | 7 |

| 2 | 21 | 2 | 12 | 5 |  | 6 |

| 36 | 13 |

| 2 | 20 | 2 | 15 | 5 |  | 4 |

| 2 | 20 | 3 | 14 | 5 |  | 4 |

| 36 | 13 |

| 15 |  |  | 15 | 3 |  | 5 |

| 29 | 12 |

|  | 18 | 2 |  | 12 | 2 | 5 |

| 23 | 18 |

| 3 | 14 | 2 |  | 12 | 2 | 7 |

| 24 | 17 |

| 2 | 17 | 2 |  | 10 | 3 | 2 | 4 |

| 22 | 19 |

| 2 | 14 | 2 |  | 10 | 2 | 2 | 8 |

| 22 | 19 |

|  | 14 | 2 |  | 5 | 7 | 3 |  | 7 |

| 20 | 21 |

|  | 12 | 3 |  | 5 | 7 |  |  | 6 |

| 20 | 17 |

|  | 8 | 3 | 2 | 7 | 11 |  | 4 |

| 21 | 16 |

| 2 | 9 | 4 | 3 | 8 | 6 |  | 4 |

| 22 | 15 |

### Nämnder

#### Kommunstyrelse
Kommunstyrelsen består av 13 ledamöter. Förutom det som åligger kommunstyrelsen enligt lag är Åre kommuns kommunstyrelse även ansvarig för strategisk utveckling, integration, trafik, internt stöd, teknisk verksamhet samt kultur och fritidsfrågor. Kommunstyrelsens ordförande, 1:e vice ordförande och 3:e vice ordförande bär titeln kommunalråd medan kommunstyrelsens 2:e vice ordförande tituleras oppositionsråd.
För att stödja sitt arbete har kommunstyrelsen två utskott, som vardera består av fem ledamöter: Tekniska utskottet och Utvecklingsutskottet.
| Presidium 2022–2026    | Presidium 2022–2026 | Presidium 2022–2026 |
| ---------------------- | ------------------- | ------------------- |
| Ordförande             | S                   | Martine Eng         |
| Förste vice ordförande | VV                  | Mikael Sundman      |
| Andre vice ordförande  | C                   | Daniel Danielsson   |
| Tredje vice ordförande | V                   | Sverre Launy        |

#### Lista över kommunstyrelsens ordförande
| År        | Ordförande | Ordförande           | Politiskt styre | Politiskt styre | Politiskt styre | Politiskt styre | Politiskt styre | Politiskt styre |
| --------- | ---------- | -------------------- | --------------- | --------------- | --------------- | --------------- | --------------- | --------------- |
| 1974–1976 | C          | Lars Larsson         | C               | FP              | M               | KD              |                 |                 |
| 1977–1979 | C          | Lars Larsson         | C               | FP              | M               | KD              |                 |                 |
| 1980–1982 | C          | Lars Larsson         | C               | M               | FP              | KD              |                 |                 |
| 1983–1985 | C          | John-Bruno Jakobsson | C               | M               | FP              | KD              |                 |                 |
| 1986-1988 | C          | John-Bruno Jakobsson | C               | FP              | M               | KD              | MP              |                 |
| 1989–1991 | S          | Thomas Hägg          | S               | MP              | V               |                 |                 |                 |
| 1992–1994 | C          | John-Bruno Jakobsson | C               | M               | FP              | KD              |                 |                 |
| 1995–1998 | S          | Elsa Danielsson      | S               | MP              | V               |                 |                 |                 |
| 1999–2002 | C          | Eva Hellstrand       | C               | M               | FP              |                 |                 |                 |
| 2003–2006 | S          | Elsa Danielsson      | S               | V               | MP              |                 |                 |                 |
| 2007–2010 | C          | Eva Hellstrand       | C               | M               | FP              | KD              |                 |                 |
| 2011–2012 | C          | Eva Hellstrand       | C               | M               | VV              | FP              | KD              |                 |
| 2013–2014 | M          | Leif Nord            | C               | M               | VV              | FP              | KD              |                 |
| 2015–2018 | S          | Peter Bergman        | S               | M               | MP              |                 |                 |                 |
| 2019–2022 | C          | Daniel Danielsson    | C               | VV              | KD              |                 |                 |                 |
| 2022–2026 | S          | Martine Eng          | S               | VV              | V               |                 |                 |                 |

Källa:

#### Övriga nämnder
Avser mandatperioden 2022–2026.
| Nämnd                        | Ordförande | Ordförande          | Förste vice ordförande | Förste vice ordförande | Andre vice ordförande | Andre vice ordförande |
| ---------------------------- | ---------- | ------------------- | ---------------------- | ---------------------- | --------------------- | --------------------- |
| Barn- och utbildningsnämnden | S          | Andreas Sihvonen    | C                      | Mari Eriksson          |                       |                       |
| Samhällsbyggnadsnämnden      | VV         | Linda Sundström     | S                      | Mathias Ekstrand       | M                     | Michael Öhlund        |
| Socialnämnden                | V          | Bianca Zandén       | M                      | Gabrielle Nyberg       |                       |                       |
| Valnämnden                   | S          | Ann-Marie Johansson | C                      | Mikael Jönsson         |                       |                       |

### Vänorter
Åre kommun har två vänorter:
| Ort och land - Meråker, Norge - Zărneşti, Rumänien | Sedan - 1994 - 2002 |

## Ekonomi och infrastruktur

### Näringsliv
Ungefär 30 procent av de som förvärvsarbetar i kommunen är sysselsatta inom turistnäringen som är näringslivets bas. Fjällturismen har en lång historia i kommunen med början i slutet av 1800-talet, men det dröjde en bit in på 1900-talet innan vinterturismen kom igång. Senare har Åre-Duved utvecklats till ett alpint centrum. Det första lokala hotellet byggdes i centralorten 1895 och i början på 2020-talet fanns omkring 37 000 bäddar i kommunen och totalt nyttjas 1,9 miljoner gästnätter varje år.
Jord- och skogsbruket sysselsätter sex procent av den förvärvsarbetande befolkningen, offentliga sektorn 29 procent och tillverkningsindustrin omkring nio procent. Bland större företag kommunen märks Hanriis Stenverkstad AB (produkter i täljsten), Nord-Lock AB (låsbrickor), Lundhags Skomakarna AB samt Peak Performance Production AB (sportkläder).
Handölsdalen, Kall, Njaarke, Tåssåsen och Jovnevaerie är de fem samebyar som har renbetesmarker i Åre kommun.

### Infrastruktur

#### Transporter
Kommunen genomkorsas av flera viktiga transportvägar. Europaväg 14 och järnvägen Östersund–Trondheim är två av de huvudsakliga förbindelserna som passerar genom området. Dessutom går länsvägarna 321, 322 och 336 genom kommunen.

#### Utbildning
I kommunen finns sju grundskolor varav ett antal med olika inriktningar. Exempelvis har Duved skola en fjällprofil och Kyrkslättens skola har profil mot Hållbar Utveckling. I centralorten ligger kommunens gymnasium, Jämtlands Gymnasium Åre. Till gymnasiet hör Åre Skidgymnasium med riksintag. På orten finns också Campus Åre. Där bedrivs både Vuxenutbildning och Yrkeshögskola.

## Befolkning

### Demografi

#### Befolkningsutveckling
Kommunens befolkningstillväxt 2010–2035 prognostiseras till +9%.
Kommunen har 12 756 invånare (31 mars 2025), vilket placerar den på 180:e plats avseende folkmängd bland Sveriges kommuner. 
| Befolkningsutvecklingen i Åre kommun 1965–2020 | Befolkningsutvecklingen i Åre kommun 1965–2020 | Befolkningsutvecklingen i Åre kommun 1965–2020 | Befolkningsutvecklingen i Åre kommun 1965–2020 | Befolkningsutvecklingen i Åre kommun 1965–2020 |
| ---------------------------------------------- | ---------------------------------------------- | ---------------------------------------------- | ---------------------------------------------- | ---------------------------------------------- |
|                                                |                                                |                                                |                                                |                                                |
| År                                             |                                                |                                                | Folkmängd                                      |                                                |
| 1965                                           | 1965                                           |                                                | 10 652                                         |                                                |
| 1970                                           | 1970                                           |                                                | 9 582                                          |                                                |
| 1975                                           | 1975                                           |                                                | 9 178                                          |                                                |
| 1980                                           | 1980                                           |                                                | 9 469                                          |                                                |
| 1985                                           | 1985                                           |                                                | 9 659                                          |                                                |
| 1990                                           | 1990                                           |                                                | 9 975                                          |                                                |
| 1995                                           | 1995                                           |                                                | 10 134                                         |                                                |
| 2000                                           | 2000                                           |                                                | 9 745                                          |                                                |
| 2005                                           | 2005                                           |                                                | 9 966                                          |                                                |
| 2010                                           | 2010                                           |                                                | 10 274                                         |                                                |
| 2015                                           | 2015                                           |                                                | 10 677                                         |                                                |
| 2020                                           | 2020                                           |                                                | 12 049                                         |                                                |

#### Utländsk bakgrund
Den 31 december 2014 utgjorde antalet invånare med utländsk bakgrund (utrikes födda personer samt inrikes födda med två utrikes födda föräldrar) 1 048, eller 9,93 % av befolkningen (hela befolkningen: 10 555 den 31 december 2014). Den 31 december 2002 utgjorde antalet invånare med utländsk bakgrund enligt samma definition 554, eller 5,72 % av befolkningen (hela befolkningen: 9 692 den 31 december 2002).

#### Invånare efter de vanligaste födelseländerna
Den 31 december 2014 utgjorde folkmängden i Åre kommun 10 555 personer. Av dessa var 945 personer (9,0 %) födda i ett annat land än Sverige. I denna tabell har de nordiska länderna samt de 12 länder med flest antal utrikes födda (i hela riket) tagits med. En person som inte kommer från något av de här 17 länderna har istället av Statistiska centralbyrån förts till den världsdel som deras födelseland tillhör.
| Födelseland      | Födelseland                       | Födelseland |
| ---------------- | --------------------------------- | ----------- |
| 31 december 2014 |                                   |             |
| 1                | Sverige                           | 9 610       |
| 2                | Norge                             | 199         |
| 3                | Afrika: Övriga länder             | 125         |
| 4                | Europeiska unionen: Övriga länder | 119         |
| 5                | Afghanistan                       | 84          |
| 6                | Finland                           | 61          |
| 7                | Tyskland                          | 50          |
| 8                | Asien: Övriga länder              | 43          |
| 9                | Nordamerika                       | 33          |
| 10               | Iran                              | 28          |
| 11               | Danmark                           | 27          |
| 11               | Syrien                            | 27          |
| 13               | Europa utom EU: Övriga länder     | 24          |
| 14               | Somalia                           | 23          |
| 15               | Thailand                          | 20          |
| 16               | Sydamerika                        | 16          |
| 16               | Turkiet                           | 16          |
| 18               | Oceanien                          | 12          |
| 19               | Polen                             | 10          |
| 20               | Kina                              | 9           |
| 21               | Irak                              | 8           |
| 22               | / SFR Jugoslavien/FR Jugoslavien  | 7           |
| 23               | Bosnien och Hercegovina           | 3           |
| 24               | Island                            | 1           |
| 24               | Okänt födelseland                 | 1           |
| 24               | Sovjetunionen                     | 1           |

## Kultur

### Kulturarv
Mellan åren 1744 och 1919 bröts kopparmalm i Fröå gruva. Under slutet av 1900-talet har torp och gruvbyggnader renoverats och återuppbyggts. Ett annat kulturarv är Huså herrgård, beläget i anslutning till den gamla koppargruvan i Huså. Det är den nordligaste herrgården i Sverige och den enda i fjällmiljö.

### Kommunvapen
Blasonering: I blått fält ett mantelsnitt av silver vari en röd älghornskrona.
I den nya Åre kommun som bildats 1974 fanns hela fyra vapen från 1950- och 1960-talen, därav ett från den namngivande kommunen. I stället för att välja ett av dessa, beslöt man att utarbeta ett helt nytt kommunvapen. Mantelsnittet åskådliggör Åreskutan och älghornet togs från Kalls kommunvapen. Registrering hos Patent- och registreringsverket skedde 1978.